# Baden Cooke
Baden Cooke (* 12. Oktober 1978 in Benalla, Australien) ist ein ehemaliger australischer Straßenradrennfahrer.

## Werdegang
Cooke begann mit 11 Jahren mit dem Radsport. Er gewann bereits 1996 den australischen Titel im Punktefahren der U19, nachdem er im Vorjahr australischer Vize-Meister der U17 auf der Straße geworden war. In dieser Zeit noch gleichermaßen auf Straße und Bahn orientiert, nahm er für sein Land am Bahn-Weltcup 1997 teil.
Nach seinem Übertritt ins Profilager zählten Etappensiege bei der Tour de l’Avenir (2) und der australischen Herald Sun Tour (5), deren Gesamtwertung er 2002 gewann, zu seinen ersten Erfolgen. Auch bei der in Europa bekannteren australischen Etappenfahrt Tour Down Under konnte er drei Etappen gewinnen, hinzukommen Etappensiege bei der Tour de Suisse, Midi Libre (je 1) und der Mittelmeer-Rundfahrt (3).
Baden Cookes größte Erfolge waren sein Etappensieg bei der Tour de France und der Gewinn des Grünen Trikots, das er sich durch einen zweiten Platz bei der Schlussetappe in Paris sicherte – beides im Jahr 2003.
In den Folgejahren konnte er an diese Erfolge nicht anknüpfen. Bei der Tour de France 2004 schaffte er es in der Punktewertung nicht einmal unter die ersten zehn, 2005 wurde er weit abgeschlagen Neunter. Cooke verließ Ende 2006 das Radsportteam FDJEUX.com und wechselte zu Unibet.com.
Im November 2013 verkündete Baden Cooke seinen Rücktritt vom aktiven Radrennsport.

## Erfolge
2000
- drei Etappen Herald Sun Tour

2001
- zwei Etappen Tour de l’Avenir

2002
- Gesamtwertung und zwei Etappen Herald Sun Tour
- eine Etappe Midi Libre
- Quer durch Flandern

2003
- eine Etappe Herald Sun Tour
- eine Etappe Tour de France
- Gewinner des Grünen Trikots der Tour de France
- eine Etappe Tour de Suisse
- eine Etappe Mittelmeer-Rundfahrt
- Kampioenschap van Vlaanderen

2004
- zwei Etappen Mittelmeer-Rundfahrt
- Grand Prix Cycliste La Marseillaise

2006
- eine Etappe Friedensfahrt
- Grand Prix Cycliste La Marseillaise
- Halle–Ingooigem

2007
- eine Etappe Tour Down Under
- eine Etappe Étoile de Bessèges
- Kampioenschap van Vlaanderen

2008
- eine Etappe Clásica Alcobendas
- eine Etappe Herald Sun Tour

2010
- eine Etappe Jayco Bay Cycling Classic

2012
- Mannschaftszeitfahren Tirreno–Adriatico

## Grand Tours-Platzierungen
| Grand Tour            | 2002 | 2003 | 2004 | 2005 | 2006 | 2007 | 2008 | 2009 | 2010 | 2011 | 2012 | 2013 |
| --------------------- | ---- | ---- | ---- | ---- | ---- | ---- | ---- | ---- | ---- | ---- | ---- | ---- |
| Giro d’ItaliaGiro     | –    | –    | –    | DNF  | –    | –    | –    | –    | DNF  | –    | –    | –    |
| Tour de FranceTour    | 127  | 140  | 139  | 142  | –    | –    | DNF  | –    | –    | –    | 117  | –    |
| Vuelta a EspañaVuelta | –    | –    | –    | –    | –    | –    | –    | –    | –    | –    | –    | DNF  |

## Teams
- 2000–2001 Mercury Cycling Team-Manheim Auctions (MCT) bzw. Mercury-Viatel (MCY)
- 2002–2005 La Française Des Jeux (seit 2003 FDJEUX.com (FDJ))
- 2006–2007 Unibet.com (Nachfolge-Team von MrBookmaker.com)
- 2008 Barloworld
- 2009 Vacansoleil
- 2010 Team Saxo Bank
- 2011 Saxo Bank-SunGard
- 2012 Orica GreenEdge
- 2013 Orica GreenEdge